# Hoffmanndruppels

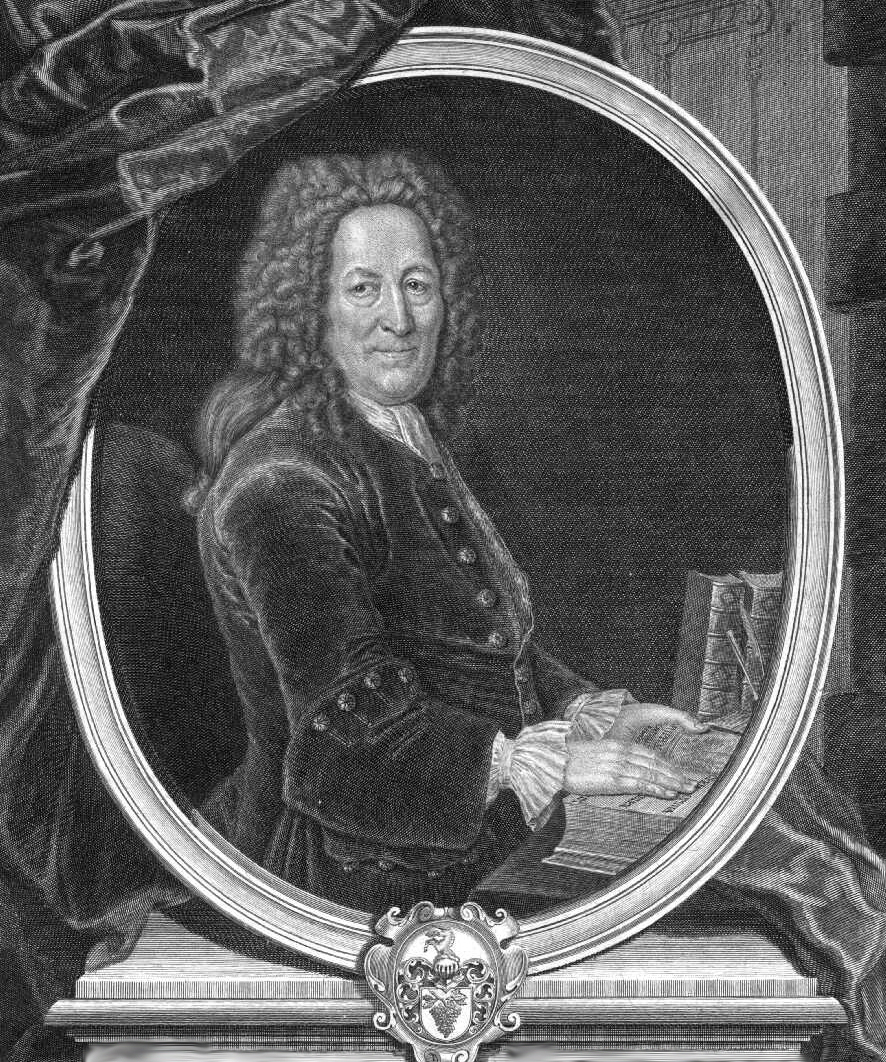
Portret van Friedrich Hoffmann

Hoffmanndruppels of hoffmannsdruppels, vormen een ouderwets geneesmiddel dat in 1704 werd uitgevonden door de Duitse arts Friedrich Hoffmann. Het was als huismiddel in gebruik tot in het midden van de 20e eeuw. Daarna bleef het nog hier en daar verkrijgbaar.

## Toepassing en samenstelling
Hoffmanndruppels werden vaak zonder doktersrecept gebruikt als medicijn bij zenuwtoevallen en aanverwante verschijnselen, na flauwvallen en bij sterke braakneigingen. Het middel bestaat uit drie delen ethanol en één deel di-ethylether. Het preparaat werd ook wel 'etherwijngeest' of, in het Latijn, 'spiritus aethereus' genoemd. De meest gebruikelijke dosering was 20-40 druppels, oraal in te nemen, opgelost in een glas water of op een klontje suiker. Het middel werd ook gebruikt als ingrediënt in diverse tincturen.
Modern wetenschappelijk onderzoek heeft uitgewezen dat hoffmanndruppels de bloedvaten verwijden en de bloeddruk licht doen dalen. Voor de hierboven beschreven ziekteverschijnselen worden ze in de reguliere geneeskunde bijna niet meer toegepast.

## Hoffmann
De uitvinder van het middel was Friedrich Hoffmann (1660 - 1742). Hij nam er in 1704 in Pruisen patent op. Hoffmann was betrokken bij de oprichting van de universiteit van Halle en was anderhalf jaar lang lijfarts van koning Frederik I van Pruisen. Hij schreef veel vakliteratuur, waaronder in 1740 Medicina rationalis systematica. Hoffmann was, evenals René Descartes, een aanhanger van de in de 17e eeuw algemeen verspreide leer van de iatrofysica, die het menselijk lichaam als een soort  mechaniek zag. Het voorschrijven van medicatie was daarbij vaak gebaseerd op het herstel van de juiste spierspanning of tonus, die in geval van ziekte verstoord zou zijn. Hoffmann was verder de eerste arts die koolmonoxidevergiftiging door het stoken van een houtvuur wist te beschrijven.